# 诺基亚网络

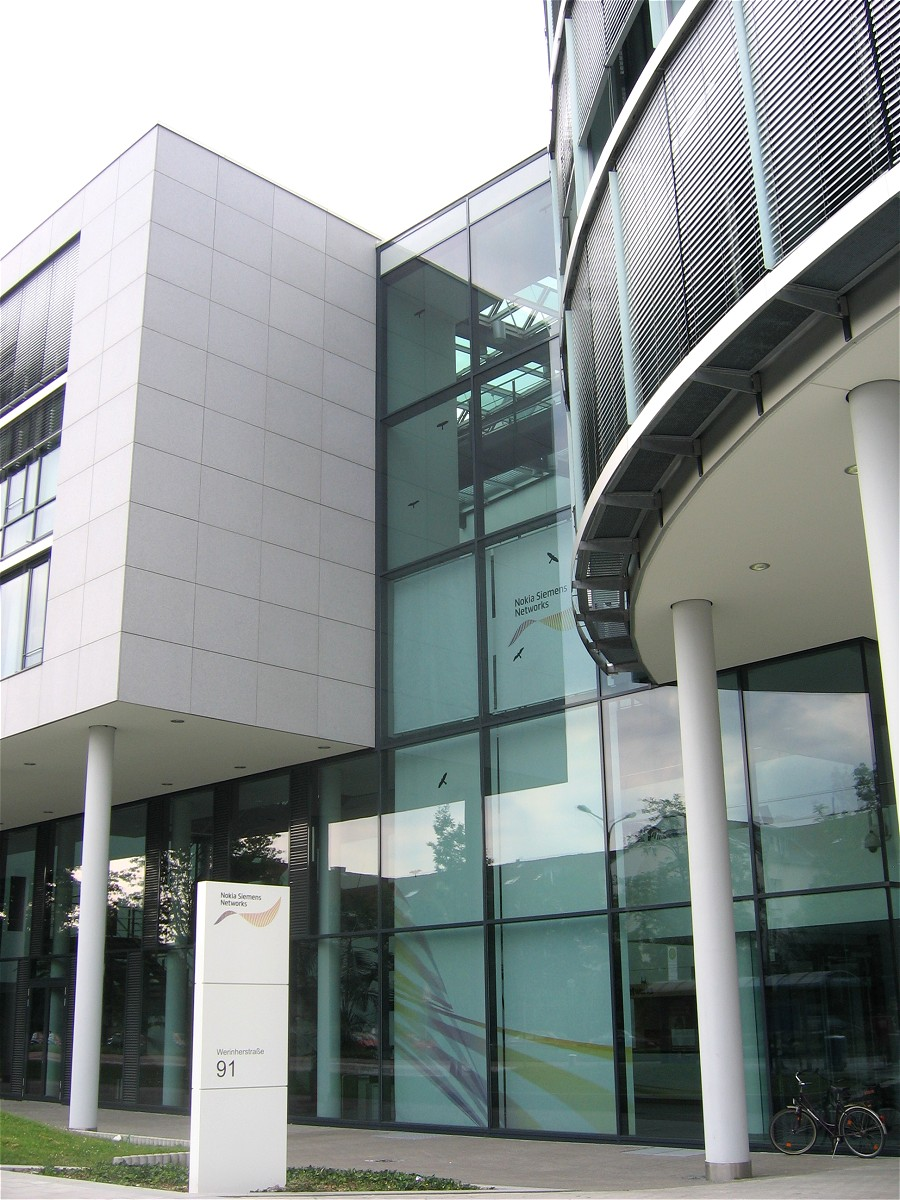
诺基亚网络慕尼黑办公楼

诺基亚网络（Nokia Networks），舊名諾基亞西門子通信（Nokia Siemens Networks），是一個電信解決方案供應商，原本由西門子公司的通訊集团（Siemens COM，不包括企業業務Enterprise單位）與諾基亞的網路事業群（Network Business Group）以50%／50%合資在2007年合併而成。總部位於芬蘭大赫爾辛基都市區埃斯波，並在世界上所有主要地點擁有業務。

## 历史
2013年7月1日，諾基亞以17億歐元（約合22億美元）全盤收購西門子持有的諾基亞西門子通信50%股份，公司更名為「諾基亞解決方案與網絡」（Nokia Solutions and Networks）。2014年5月起，公司再易名為諾基亞網絡（Nokia Networks）。
2011年，諾基亞西門子收購摩托羅拉無線業務。
2015年4月15日，Nokia Networks的母公司諾基亞併購阿爾卡特-朗訊，主攻發展網路基礎建設。

## 對西門子公司辦公室的搜查
該合併曾因要讓西門子公司“在完成交易前進行合規檢查”而延期至2007年4月1日。據報在多個瑞士銀行帳戶中找出共超過4億歐元的“賄賂基金”，德國警方與稅務員曾搜查西門子公司的辦公室與行政人員的住所，並查封了超過3萬份文件與逮捕了6名西門子公司的行政人員。

## 大中華區合資企業
- 上海西门子移动通信有限公司（SSMC）－原西門子合資企業
- 北京西门子通信网络股份有限公司（SCNB）－原西門子合資企業
- 鼎桥通信技术有限公司（TD-Tech）－原西門子合資企業
- 普諾移動通信設備有限公司（Puno）－原諾基亞合資企業

## 相關連結
- 諾基亞
- 西門子公司
- 臺灣吉悌電信

## 外部連結
- 诺基亚通信（页面存档备份，存于）
- 诺基亚公司[永久]